# 총리실 (캐나다)
총리실(總理室, 영어: Office of the Prime Minister, 프랑스어: Cabinet du Premier ministre)은 캐나다의 총리가 거느리는 직속 행정기관이다. 캐나다 정부에서 권위가 가장 강력한 행정기관이다. 온타리오주 오타와 시 팔러먼트 힐의 근처인 랑쥐뱅 블록이라는 건물에 위치해 있다. 총리실은 당파적인 정부수반인 총리를 중심으로 이루어진 사무관들은 총리의 행정업무를 도와주기 위해서 자문을 제공해 준다. 그래서 전체적으로 당파적인 성격을 뛴다. 비록 총리는 추밀원의 고문관이자만 총리실은 초당파적이며 공무원 조직을 관리하는 추밀원사무처에서 소속된 기관이 아니다. 총리실은 국정정책을 제시하는 의무가 있지만 추밀원사무처는 여당을 대표하는 정부가 수립한 국정정책을 실행하는 의무가 있다.

## 역할
총리실의 가장 중요한 역할 중에 하나가 추밀원에 있어서의 여왕의 이름으로 정부인사를 임명하는 일이다. 이렇게 인사를 임명하는 방법은 총리의 법적 구속력이 있는 조언에 따른다. 하지만 캐나다는 입헌군주제를 표방하여 보통 총리의 조언에 따라 국정이 이루어진다. 즉 총리실은 총리를 위해서 총독, 부총독, 상원의원, 대법원 판사, 장관이사회장, 공사장 후보를 현역 총독 또는 부왕에게 제안하는 일을 한다. 또한 작가, 전략가, 통신 전문가가 총리실의 직원으로 일한다. 그들은 총리와 내각의 국정운영의 방향을 대중에 보여주고 정부와 나라 곳곳에 일어난 일을 총리에게 보고하고 정당 소속의 기구와 정부 사이의 중개인으로 일한다.